# Octavius (Schiff)
Die Octavius ist ein legendäres Geisterschiff.

## Legende
Nach den Erzählungen wurde das Schiff vom Walfänger Herald am 11. Oktober 1775 westlich von Grönland gefunden.
Bei der Bergung des vermeintlich verlassenen Schiffs fand die Besatzung der Herald die gesamte Mannschaft der Octavius tot, erfroren und fast vollständig erhalten unter Deck. Der Leichnam des Kapitäns der Octavius soll sich am Tisch in seiner Kabine mit einer Schreibfeder in der Hand vor dem Logbuch befunden haben. In seiner Kabine wurden auch eine tote Frau, ein toter, mit einer Decke abgedeckter Junge und ein toter Seemann mit einer Zunderbüchse gefunden. Die Besatzung der Herald nahm vor dem Verlassen des Schiffes nur das Logbuch mit und weigerte sich, das Schiff weiter zu durchsuchen. Der größte Teil des Logbuchs ging jedoch beim Transport verloren, da es gefroren war und aus seiner Bindung ins Wasser rutschte. Es verblieben nur die ersten und letzten Seiten des Logbuchs. Der letzte verbliebene Eintrag im Logbuch stammte aus dem Jahr 1762. Demzufolge muss die Octavius 13 Jahre lang in der Arktis verschollen gewesen sein.
Die Octavius legte im Jahr 1761 in England für eine Reise in den Orient ab und erreichte ein Jahr später ihr Ziel. Für die Rückreise plante der Kapitän eine Route durch die tückische Nordwestpassage. Nördlich von Alaska wurde das Schiff jedoch von Meereis eingeschlossen und blieb stecken. Zuletzt hatte das Schiff selbst jedoch nach vielen Jahren die Nordwestpassage postum überwunden. Nach der Begegnung mit dem Walfänger Herald wurde die Octavius nicht mehr gesehen.
Die Geschichte über die Octavius ist vermutlich mit der Legende von dem Geisterschiff Jenny identisch.

## Verarbeitung in der Literatur
Die Legende um die Octavius dient ersichtlich als Vorbild für den illustrierten Roman „Le Démon des glaces“, deutsch „Der Dämon aus Eis“ des Autors Jacques Tardi aus dem Jahr 1974.